# Shinchokusen Wakashū
Shinchokusen Wakashū (新勅撰和歌集?, Nuova antologia imperiale di poesia waka), spesso abbreviato in Shinchokusenshū è la nona Chokusen wakashū (勅撰和歌集?, Antologia imperiale) giapponese di waka e la prima delle Jūsandaishū. È composta da 20 volumi.

## Realizzazione
Il 13 giugno 1232 (1º anno Jōei), per ordine dell'imperatore Go-Horikawa, Fujiwara no Teika iniziò a compilare l'opera da solo. Tuttavia, l'imperatore Go-Horikawa decise di abdicare a favore dell'imperatore Shijō il 4 ottobre del primo anno dell'era Jōei, la prefazione e il catalogo in 20 volumi gli furono presentati il 2 ottobre, poco prima dell'abdicazione. Questa misura poneva l'accento sull'importanza della compilazione imperiale. Dopo la morte di Go-Horikawa-in, Teika bruciò la bozza e interruppe il progetto di compilazione, ma Kujō Michiie e Norizane, padre e figlio, continuarono il progetto di compilazione, che fu completato e pubblicato il 12 marzo 1235. Padre e figlio selezionarono le poesie scelte da Teika, escludendo quelle di Go-Toba-in, Tsuchimikadoin e Juntoku-in, che furono puniti dopo la guerra Jōkyū, e includendo quelle di Hōjō Yasutoki e di altri funzionari dello shogunato.
Il numero di poesie varia a seconda del manoscritto, ma si tratta di poco più di 1.370 poesie. La disposizione in sezioni è più semplice rispetto a quella della precedente antologia imperiale e consiste in Primavera (superiore e inferiore), Estate, Autunno (superiore e inferiore), Inverno, Ka, Antabi, Jingi, Shakkyo, Koi (1-5) e Varie (1-5). Il poeta con il maggior numero di opere è Fujiwara no Ietaka (43 poesie), seguito da Kujō Yoshitsune (36), Fujiwara no Shunzei (35), Saionji Kintsune (30), Jien (27), Minamoto no Sanetomo e Kujo no Michiya (entrambi 25) e Asukai Masatsune (20), e spiccano le opere dei nobili delle famiglie Kujo e Saionji, dalla quale Teika ricevette protezione (Kōkei era cognato di Teika e suocero del kampaku Kujō Michiie).
Conosciuta anche come "宇治河集 (Uji kawa-shū?, Collezione Ujigawa)". La parola "Ujigawa" nel titolo significa "guerriero", da "Mononofu no Yaju Ujigawa", e voleva essere un'accusa a Fujiwara no Teika, che selezionò molte poesie di guerrieri, ma escluse quelle di Go-Toba-in e Juntoku-in, in ossequio allo shogunato Kamakura.